# Керимов, Анар Габил оглы
Керимов, Анар Габил оглы (азерб. Anar Qabil oğlu Kərimov; род. 3 июня 1977, Физулинский район) —  министр культуры Азербайджана (2021—2022).

## Биография
Родился 3 июня 1977 года в Физули. В 1998 году закончил факультет востоковедения Бакинского государственного университета получив степень бакалавра по специальности арабский язык и филология. В 2003 году по окончании факультета международных отношений Академии государственного управления при президенте Азербайджанской Республики получил степень магистра по специальности международные отношения и дипломатия.
Анар Керимов принимал участие на дипломатических курсах в Ираке (Университет Аль-Мустансирия), Египте (Институт дипломатических исследований), Австрии (Венская дипломатическая академия), Италии (Международный институт гуманитарного права в Сан-Ремо), Польше (Международный комитет Красного Креста).

### Карьера
В 2000 году начал дипломатическую карьеру в качестве атташе, третьего секретаря в Управлении по правам человека, демократизации и гуманитарным вопросам Министерства иностранных дел Азербайджанской Республики.
В 2004—2008 годах работал третьим и вторым секретарем посольства Азербайджанской Республики в Королевстве Бельгия и представительства Азербайджанской Республики при Европейском Союзе.
В 2008—2009 годах исполнял должность первого секретаря отдела гуманитарных и социальных вопросов Министерства иностранных дел.
В 2010—2014 годах советник, временный поверенный в делах постоянного представительства Азербайджанской Республики при ЮНЕСКО. 23 мая 2014 года президент Азербайджана подписал распоряжение о назначении Анара Керимова постоянным представителем Азербайджана при ЮНЕСКО.
9 июля 2019 года был присвоен дипломатический ранг чрезвычайного и полномочного посла. 
В 2020 году был отозван с должности постоянного представителя Азербайджанской Республики при ЮНЕСКО. 
20 июля 2020 года был назначен первым заместителем министра культуры Азербайджана, распоряжением президента Азербайджана от 20 июля Анар Керимов был наделён полномочиями исполняющего обязанности министра культуры.
Министр культуры Азербайджана (5 января 2021 — 22 декабря 2022).
17 мая 2023 года назначен руководителем сектора партнерства и международного сотрудничества ИСЕСКО.
Владеет русским, английским, арабским и французским языками.

## Награды
- Орден «За службу Отечеству» 3-й степени —  1 августа 2019 года[10]